# Dassault Mirage 2000
Dassault Mirage 2000 – współczesny francuski samolot myśliwski i myśliwsko-szturmowy.

## Historia
W połowie lat siedemdziesiątych XX wieku we francuskiej firmie lotniczej Dassault Aviation przystąpiono do projektowania nowego samolotu myśliwskiego serii oznaczonej Mirage. Konstrukcję tego samolotu oparto na budowanych już Mirage III i Mirage 5. Nowo zaprojektowany samolot otrzymał oznaczenie Mirage 2000. Inżynierowie wykorzystali skrzydło delta, które uznawano wtedy za przestarzałe. Środek aerodynamiczny samolotu przesunięto przed środek ciężkości, co poprawiło jego zwrotność i skróciło rozbieg, główne wady starszych skrzydeł delta. W samolocie zastosowano sterowanie komputerowe fly-by-wire, dwuczęściowe sterolotki na całej długości każdego ze skrzydeł oraz dwuczęściowe sloty wzdłuż krawędzi natarcia o kącie 58°.
Prototyp Mirage 2000 oblatano 10 marca 1978 roku. Próby w locie potwierdziły jego przydatność, a osiągi spełniały założenia jakie przed nim postawiono. Seryjny egzemplarz oblatano 20 listopada 1982, dostawy rozpoczęto w 1983 roku, a pierwsza eskadra została sformowana w 1984, co zbiegło się z 50-leciem francuskich sił powietrznych. Z powodu opóźniania rozwoju kluczowych systemów, pierwsze 37 egzemplarzy dostarczono bez docelowego silnika i radaru.

## Wersje
Opracowano i wprowadzono do produkcji seryjnej wersje tego samolotu:
- Prototypy – cztery jednomiejscowe, piąty – dwumiejscowy (przebudowany jednomiejscowy demonstrator) oblatano w 1980.
- Mirage 2000B (Biplace) – wersja dwumiejscowa bez działka, treningowa. 30 sztuk dla Francji i 29 na eksport (część oznaczona D).
- Mirage 2000C (Chasse) – wersja jednomiejscowa, myśliwska z pociskami średniego zasięgu Super 530D, pierwsze 37 sztuk miało radar Thomson-CSF RDM (Cyrano 500), silnik M53-5 (54 kN suchy/86 kN z dopalaniem) i przenosiły tylko R.530F, później zmodernizowane do 2000-5F; następne dostarczono z radarem RDI (od 1987) i silnikiem M53-P2 (64,3 kN/95 kN), mogły przenosić uzbrojenie powietrze-ziemia, misje uderzeniowe traktowano drugorzędnie z uwagi na posiadane Jaguary, 124 sztuki.
- Mirage 2000E – wersje eksportowe P/EH/EM/(E/R)AD/EG na bazie 2000C posiadały seryjnie silnik M53-P2, radar RDM+, przenosiły więcej typów uzbrojenia powietrze-ziemia w tym AS30L i dzienny zasobnik celowniczy ATLIS II. Indyjskie 2000H uzbrojono też w rosyjskie pociski R-73. Pierwsze egzemplarze dla Egiptu w 1986, 138 sztuk.
- Mirage 2000N (Nucléaire) – wersja dwumiejscowa, bez działka i pocisków Super 530, radar Antilope 5 z mapowaniem terenu, przystosowana do przenoszenia broni jądrowej (ASMP), większość mogła przenosić uzbrojenie konwencjonalne, pociski AS30L i ATLIS II. W służbie od 1988, 75 sztuk. Wycofane w 2018 roku[2].
- Mirage 2000D (Diversifié) – wersja dwumiejscowa, szturmowa na bazie 2000N, radar Antilope 50 do lotów według rzeźby terenu, nawigacja GPS ULISS 52P, gogle noktowizyjne, zmodernizowany system samoobrony oznaczony ICMS 2, zasobnik celowniczy ATLIS II (zmodernizowany) i precyzyjne uzbrojenie powietrze-ziemia: bomby AASM i GBU, pociski AS30L, Apache, SCALP EG. W służbie od 1995, 86 sztuk.
- Mirage 2000-5 – wersja wielozadaniowa jedno lub dwumiejscowa, radar RDY, pociski MICA IR/RF, wyświetlacz nahełmowy Thales Topsight, nowa aranżacja podwieszeń. Dostarczona od 1997 dla Tajwanu i Kataru, zmodernizowane egzemplarze dla Francji oznaczone 2000-5F, 72 nowe sztuki.
- Mirage 2000-5 Mk.2 – modernizacja awioniki, nowa nawigacja inercyjna i GPS Totem 3000, zasobnik celowniczy Damocles, radar RDY-2, pociski MICA ER, system samoobrony ICMS 3, nowe egzemplarze dla Grecji i Emiratów (oznaczenie 2000-9), 47 nowych sztuk.

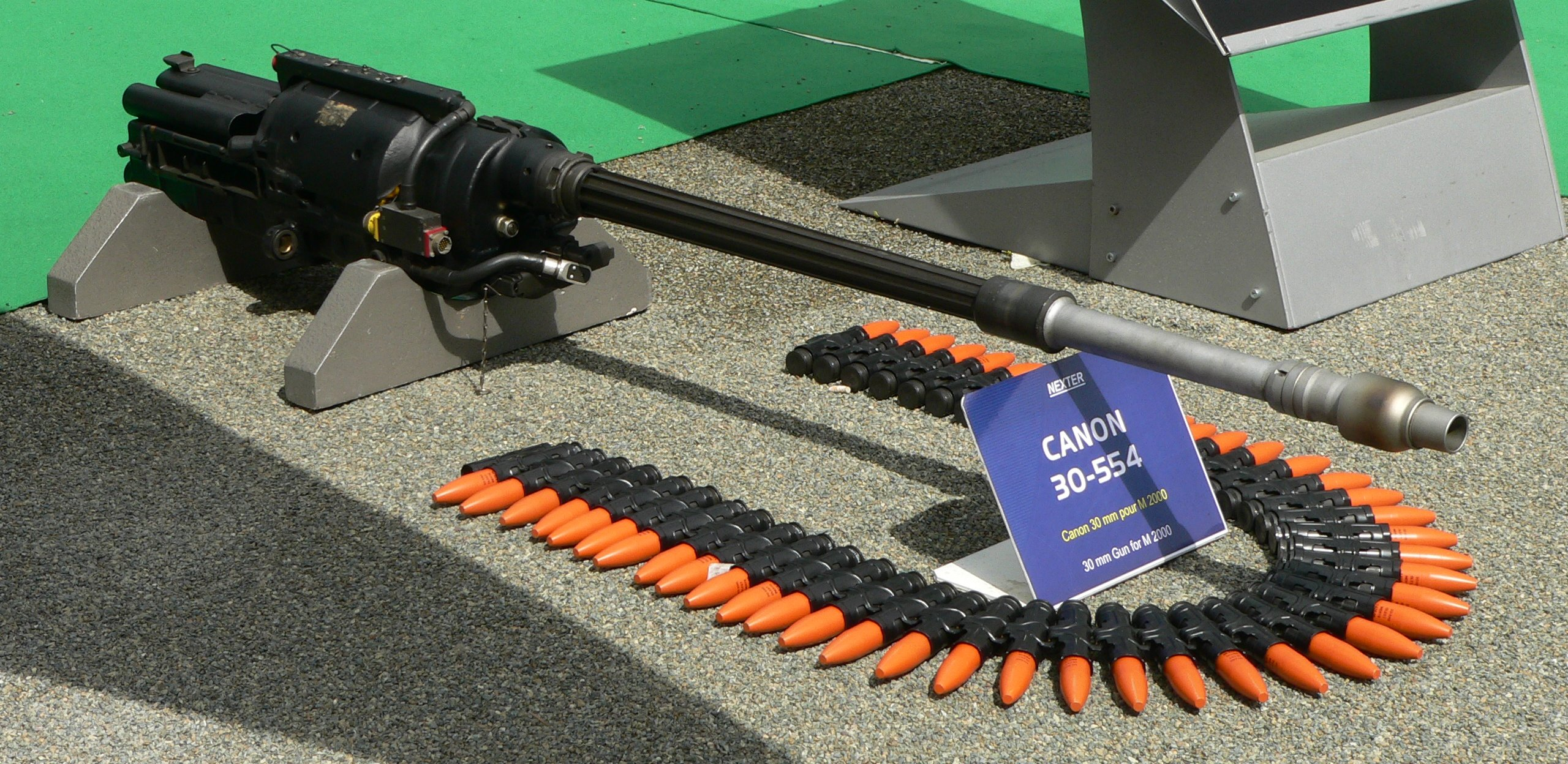
Działko lotnicze DEFA GIAT 554 stosowane w samolotach Mirage 2000

## Użytkownicy
Wyprodukowano 5 prototypów i 601 samolotów seryjnych. Mirage 2000 od 1983 roku są na wyposażeniu Francuskich Siły Powietrznych, Dassault wyeksportował 286 nowych samolotów do siedmiu państw i 12 używanych do Brazylii. Ostatni wyprodukowany egzemplarz Mirage 2000-5 Mk.2 dla Grecji dostarczono 23 listopada 2007 roku.

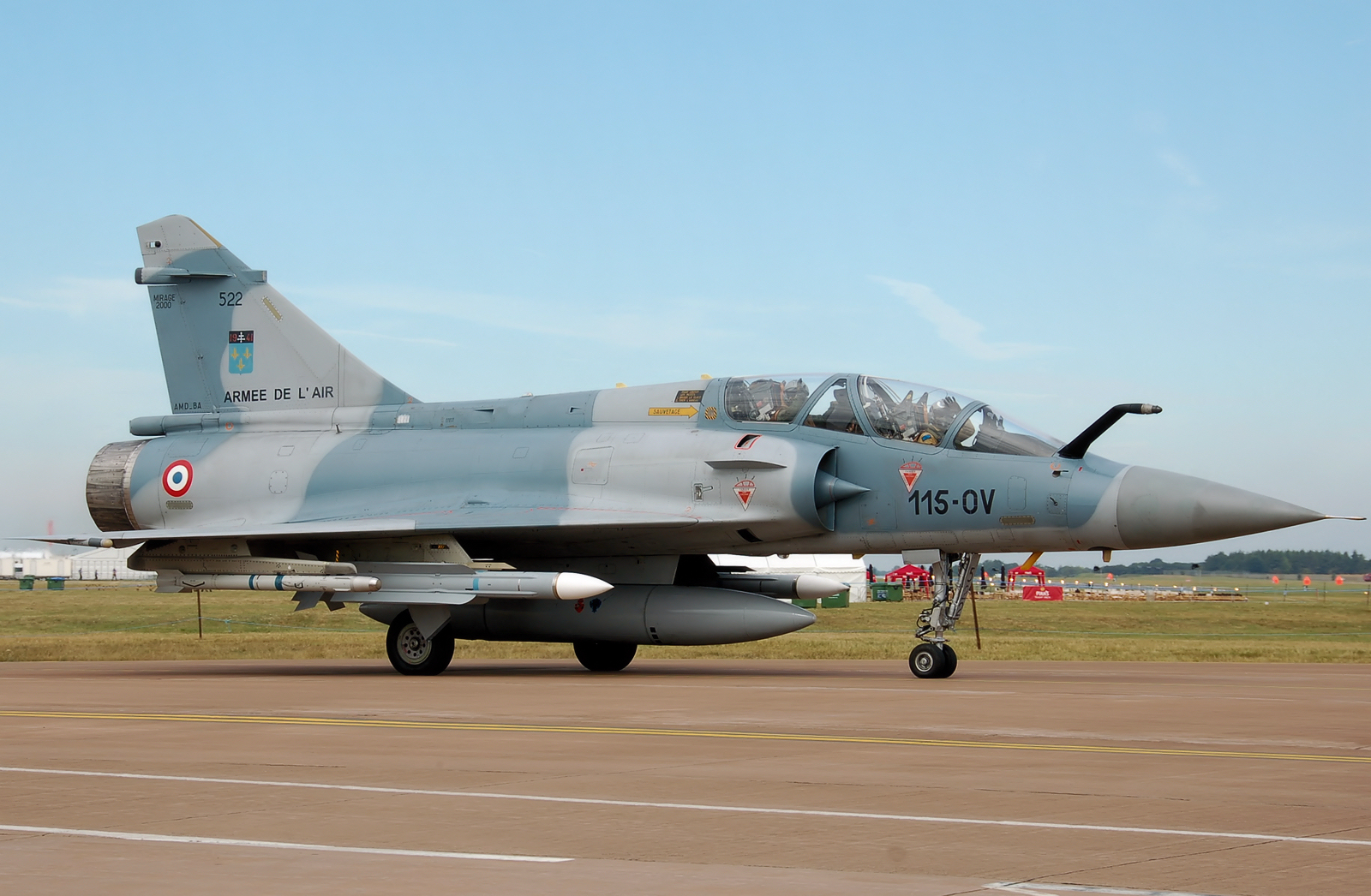
Samolot w barwach sił powietrznych Francji

- Armée de l’air – pierwotne plany Armée de l’air zakładały pozyskanie 372 egzemplarzy Mirage 2000 jednak z przyczyn finansowych, pozyskano 315 samolotów. Wśród nich znalazło się 124 maszyn w wersji Mirage 2000C, 30 samolotów w wersji Mirage 2000B, 75 Mirage 2000N oraz 86 Mirage 2000D[3].
- Força Aérea Brasileira – w 2000 roku Brazylia rozpoczęła program F-X. Jego celem było pozyskanie nowych samolotów myśliwskich, mających zastąpić wysłużone Dassault Mirage IIIEBR/DBR. Dassault wystąpił z propozycją zaprojektowania i zbudowania, opartej na zmodernizowanej wersji Mirage 2000-9, wersji Mirage 2000BR. Oferta współpracy złożono brazylijskiemu Embraerowi, zakładała wybudowanie 48 egzemplarzy, z czego 32 miałoby powstać na terenie Brazylii. W lutym 2005 roku, z powodów finansowych, projekt został zakończony. Chcąc jednak utrzymać zdolności własnego lotnictwa w zakresie utrzymania potencjału myśliwskiego, Brazylijczycy zdecydowali się na zakup we Francji tuzina używanych Mirage 2000. Dzięsięć z nich w wersji jednomiejscowej C i dwa dwumiejscowe w wersji B. Kontrakt został podpisany 15 lipca 2005 roku. Obok samolotów, Francuzi zobowiązywali się do wsparcia logistycznego, zapewnienia szkolenia personelu latającego i naziemnego, jak również przekazania pojedynczego płatowca w celach szkoleniowych. Samoloty oryginalnie pochodziły z lat produkcji 1984-1987. Przed przekazaniem stronie brazylijskiej, Dassault wyremontował samoloty. Pierwsze dwa, przyleciały do Brazylii o własnych siłach, z międzylądowaniem w Dakarze w Senegalu, 4 września 2006 roku. Dwa kolejne w październiku tego samego roku. Ostatnie z zamówionych maszyn dotarły do kraju przeznaczenia 27 sierpnia 2008 roku. Samoloty weszły w skład, należącej do 1° Grupo de Defesa Aérea, 1º Esquadrão „Jaguares”. W 2008 roku pojawiła się możliwość zakupu kolejnych dwunastu samolotów z Francji, ale ponownie na przeszkodzie w realizacji pomysłu, stanął brak środków finansowych. Na początku 2011 roku Brazylia brała pod uwagę pozyskanie Mirage 2000-9 od Zjednoczonych Emiratów Arabskich, ale nie doszło do realizacji tego planu. Po wyczerpaniu się resursów pozyskanych z Francji samolotów, ostatnie z nich zostały uroczyście wycofane ze służby w siłach powietrznych 31 grudnia 2013 roku[3].
- Egipskie Siły Powietrzne – Egipt został pierwszym zagranicznym użytkownikiem francuskich samolotów. Rozmowy dotyczące zakupu myśliwców pomiędzy Egiptem i Francją toczyły się od końca lat 70. XX wieku. Negocjacje obok Mirage 2000 dotyczyły również zakupu samolotów Dassault/Dornier Alpha Jet i śmigłowców Aérospatiale Gazelle. Wstępne, ambitne plany Egiptu, zakładały zakup 40 maszyn, 32 w wersji EM i ośmiu w wersji dwumiejscowej BM oraz uruchomienie produkcji licencyjnej kolejnych 60 samolotów. Na drodze do realizacji planów stanęły trudności finansowe, ostatecznie Egipt musiał zadowolić się zakupem 20 samolotów, szesnastu w wersji EM i czterech BM. Odpowiednią umowę zakupu podpisano w styczniu 1982 roku. 30 czerwca 1986 roku do Egiptu trafił pierwszy z zamówionych dwudziestu samolotów. Ostatnia dotarł w styczniu 1988 roku. Egipskie Mirage 2000 trafiły do 82 Squadron, należącego do 252 Tactical Fight Wing z bazy Gebel El Basur. W 1987 roku eskadra uzyskała gotowość operacyjną. W wypadkach utracono co najmniej dwa samoloty. Pierwszy z nich 3 września 1989 roku, był to Mirage 2000EM a 11 kwietnia 2019 Mirage 2000BM. W 1984 roku Egipt powrócił do rozmów na temat uruchomienia produkcji licencyjnej Mirage 2000 w fabryce w Heluanie. Tym razem plan zakładał wybudowanie 20 samolotów, i tym razem jednak na przeszkodzie stanęły względy finansowe. Ostatecznie Egipt wybudował i dostarczył jedynie elementy konstrukcyjne dla maszyn montowanych we Francji. Egipskie Mirage uzbrojone były w naprowadzane termicznie pociski rakietowe klasy powietrze-powietrze przeznaczony do niszczenia celów powietrznych na krótkich dystansach Magic 2, średniego zasięgu Super 530D. Pociski rakietowe powietrze-ziemia AS.30L Laser. Planowano przystosować samoloty do przenoszenia pocisków MBDA MICA i SCALP-EG, ale na przeszkodzie ponownie stanęły względy finansowe. W 2014 roku Zjednoczone Emiraty Arabskie wystąpiły z propozycją przekazania Egiptowi (lub sprzedaży) niekreślonej liczny własnych samolotów Mirage 2000-9. Przejęcie nie doszło do skutku. Dassault odmówił przeprowadzenia niezbędnych prac remontowych mając nadzieję, iż w ten sposób szybciej zmotywuje Egipt do zakupu maszyn Dassault Rafale co istotnie nastąpiło[4][3].

- Polemikí Aeroporía – 20 lipca 1985 roku Grecja podpisała kontrakt, w ramach którego nabyła 40 samolotów Mirage 2000 wraz z dużym pakietem uzupełniającym. W jego skład wschodziło przenoszone przez samoloty uzbrojenie. Program szkolenia greckiego personelu latającego i naziemnego. Wsparcie procesu eksploatacji samolotów. Transfer technologii, w ramach którego Greckie zakłady Hellenic Aerospace Industry (gr. Ελληνική Αεροπορική Βιομηχανία) otrzymały prawo do licencyjnej produkcji silników Snecma M53-P2 w jakie wyposażone były greckie Mirage. Wśród zakupionych samolotów znalazło się 36 jednomiejscowych Mirage 2000EG i cztery dwumiejscowe Mirage 2000BG. Pierwsze maszyny zostały oficjalnie przekazane greckim siłom powietrznym we Francji 21 marca 1988 roku. 27 kwietnia tego samego roku przyleciały o własnych siłach do Grecji. Z powodu niemożności uregulowania zaległych płatności przez Grecję, Francja wstrzymała dostawy samolotów w październiku 1989 roku po dostarczeniu 28 maszyn. Po spłaceniu zaległości, dostawy zostały wznowione i do 18 listopada 1992 roku do Grecji dotarły wszystkie zamówione samoloty. W latach 90. zmieniono oznaczenie miejscowych maszyn na Mirage 2000EGM i Mirage 2000BGM. Otrzymały je samoloty, które przeszły modernizację w ramach programu „Talos”. Dzięki niej zyskały zdolność do przenoszenia pocisków powietrze-powietrze Super 530D i przeciwokrętowych pocisków rakietowych Exocet AM39 Block II. 30 kwietnia 1999 roku, greckie Ministerstwo Obrony, upubliczniło informacje o zamiarze powiększenia floty Mirage 2000 o kolejne 15 maszyn w wersji Mirage 2000-5 Mk 2, w tym dziesięć jednomiejscowych i pięć dwumiejscowych. 21 sierpnia 2000 roku podpisano umowę zakupu, obejmującą również modernizację do nowego standardu będące na wyposażeniu dziesięciu Mirage 2000EGM. Kolejne problemy finansowe, jakie nawiedziły realizacje umowy, były powodem, dla którego dostawy nowych samolotów zrealizowano dopiero w drugiej połowie 2007 roku. Ostatni dostarczony do Grecji Mirage 2000 w grudniu 2007 roku był równocześnie ostatnim wyprodukowanym samolotem Mirage 2000 w zakładach Dassault. Modernizacja objęła instalacje sondy do tankowania w powietrzu. Nowy radar RDY-2, system kolorowych wyświetlaczy w kabinie pilota, zmodernizowany do standardu ICMS Mk3 system samoobrony, układ nawigacji bezwładnościowej Totem 3000. Maszyny zostały przystosowane do przenoszenia pocisków SCALP-EG oraz MICA. Utraciły jednak możliwość walki z wykorzystaniem przeciwokrętowych Exocet. 23 grudnia 2019 roku Ministerstwo Obrony poinformowało o podpisaniu umowy z firmami Dassault, Safran i Thales, której celem jest konserwacja i modernizacja posiadanej floty Mirage 2000-5. Z powodu różnego rodzaju awarii i katastrof, greckie siły powietrzne utraciły do 2020 roku 13 egzemplarzy Mirage 2000. Do 2020 roku siły powietrzne były w posiadaniu 16 maszyn w wersji Mirage 2000EGM, dwóch Mirage 2000BGM oraz 24 maszyn w wersji Mirage 2000-5 Mk 2. Greckie samoloty są na wyposażeniu 114 Skrzydła Bojowego stacjonującego w bazie lotniczej w Tanagra. W skład skrzydła wchodzą dwie eskadry 331 Eskadra Myśliwców Przechwytujących „Tezeusz” (Mirage 2000-5 Mk2) oraz 332 Eskadra Myśliwców Przechwytujących „Sokół” – (Mirage 2000BGM/EGM3). Następcami greckich Mirage 2000 zostały Dassault Rafale[5][3].
- Indian Air Force – w październiku 1982 roku Indie, jako drugi kraj po Egipcie podpisały umowę na zakup francuskich samolotów. Decyzja Indii podyktowana była tradycyjną chęcią równoważenia potencjału militarnego lokalnego przeciwnika – Pakistanu, który otrzymał zgodę amerykańskiej administracji rządowej na zakup samolotów General Dynamics F-16 Fighting Falcon. Wstępne, ambitne plany Indii zakładały zakup 150 samolotów, z czego 110 miało być zbudowanych na licencji w lokalnych zakładach Hindustan Aeronautics Limited. Indyjska umowa zakupowa mocno ograniczyła plany i objęła zakup jedynie 40 samolotów, w tym 36 jednomiejscowych Mirage 2000H i czterech dwumiejscowych Mirage 2000TH. Pozostawiono w umowie opcje uruchomienia produkcji licencyjnej, jednak wobec braku jej realizacji, wygasła ona 30 czerwca 1984 roku. Pierwszy indyjski Mirage 2000H, do swojego dziewiczego lotu wzbił się 21 września 1984 roku, pierwszy dwumiejscowy Mirage 2000TH oblatano na początku 1985 roku. Dostawy rozpoczęto w czerwcu 1985 roku, kiedy to pierwsza siódemka Mirage 2000, 28 czerwca 1985 roku dotarła do indyjskiej bazy w Gwalijarze. Indyjskie samoloty otrzymały lokalne oznaczenie Vajra (boski grom) W marcu 1986 roku podpisano kolejną umowę na zakup sześciu Mirage 2000H i trzech Mirage 200TH. Samoloty miały uzupełnić straty. Nowe dostawy zostały zrealizowane pomiędzy kwietniem 1987 roku a październikiem 1988 roku. 19 września 2000 roku podpisano kolejną umowę, w ramach której dokupiono cztery Mirage 2000H i sześć Mirage 2000TH. Ich dostawy rozpoczęto w listopadzie 2004 roku a zakończono w 2007 roku. Tak długi okres dostaw zaledwie kilku maszyn spowodowany był brakiem porozumienia w zakresie konfiguracji awioniki samolotów. Pomiędzy 1999 a 2002 rokiem ponownie powrócono do pomysłu uruchomienia licencyjnej produkcji francuskich samolotów. Projekt był elementem szerszego planu zakupu kolejnych 126 Mirage 2000, z czego 108 miało zostać zbudowanych na licencji. Podobnie jak wcześniej, plany pozostały jedynie na papierze[3].
- Fuerza Aérea del Perú – Na początku lat 80. XX wieku, Peru uruchomiło program, którego celem było znalezienie następcy wysłużonych samolotów Mirage 5P. Wśród potencjalnych kandydatów znalazły się maszyny MiG-23, IAI Kfir, General Dynamics F-16 Fighting Falcon oraz Mirage 2000. Ostatecznie zwycięzcą została francuska konstrukcja. Pierwszy kontrakt podpisano w grudniu 1982 roku a kolejny w czerwcu 1985 roku. W ich ramach Peru zakupiło 26 maszyn, w tym 24 jednomiejscowe w wersji P i dwie dwumiejscowe w wersji DP. Kontrakt poza samymi maszynami obejmował również zakup symulatora, uzbrojenia oraz pojedynczego egzemplarza dyspozycyjnego samolotu Dassault Falcon 20F przeznaczonego do przewozu ważnych osobistości. 28 czerwca 1985 roku, podczas odbywającego się w Le Bourget Międzynarodowego Salonu Lotniczego, oficjalnie przekazano stronie peruwiańskiej dwa pierwsze samoloty. W 1985 roku na swoją pierwszą kadencje prezydencką został wybrany peruwiański polityk Alan García Pérez. Wśród decyzji jakie podjął, znalazła się radykalna obniżka wydatków wojskowych. Ofiarą cięć budżetowych padł również kontrakt na Mirage 2000 i to pomimo faktu, iż przejęto już dwa pierwsze egzemplarze a produkcja kolejnych trwała. Będąc zagrożonym poniesieniem dotkliwych kar finansowych, peruwiański rząd zgodził się na realizacje kontraktu, ale okrojonego do tuzina egzemplarzy. Dziesięciu Mirage 2000P i dwóch Mirage DP. Pierwsze cztery z zamówionych samolotów dotarły do Peru na pokładzie statku 20 listopada 1986 roku. Samoloty zmontowano w Base Aerea Capitan Fap Renan Elias Olivera w Pisco, skąd o własnych siłach, poleciały do Base Aérea Coronel FAP Víctor Maldonado Begazo niedaleko Arequipy. W czerwcu 1987 roku dotarły ostatnie z zakupionych Mirage[3].
- Emirskie Siły Powietrzne Kataru – 31 lipca 1994 roku, Katar podpisał umowę na zakup tuzina samolotów Mirage 2000-5, dziewięciu w wersji jednomiejscowej EDA i trzech, w wersji dwumiejscowej DDA. Zakup był finałem programu pozyskania nowych samolotów myśliwskich „Falcon”. Samoloty były fabrycznie nowymi maszynami, pierwszy z przeznaczonych dla Kataru myśliwców został oblatany pod koniec 1995 roku. 8 września 1997 toku, podczas odbywającej się w Bordeaux uroczystości, przekazano Katarskim Siłą Powietrznym trzy pierwsze samoloty. 18 grudnia tego samego roku, cztery pierwsze maszyny przyleciały do Kataru z Francji. Do końca 1998 roku dostarczono wszystkie z zamówionych maszyn. Mirage 200-5 trafiły do 7th Air Superiority Squadron podlegającego 1st Fighter Wing w Doha International Air Base[3].

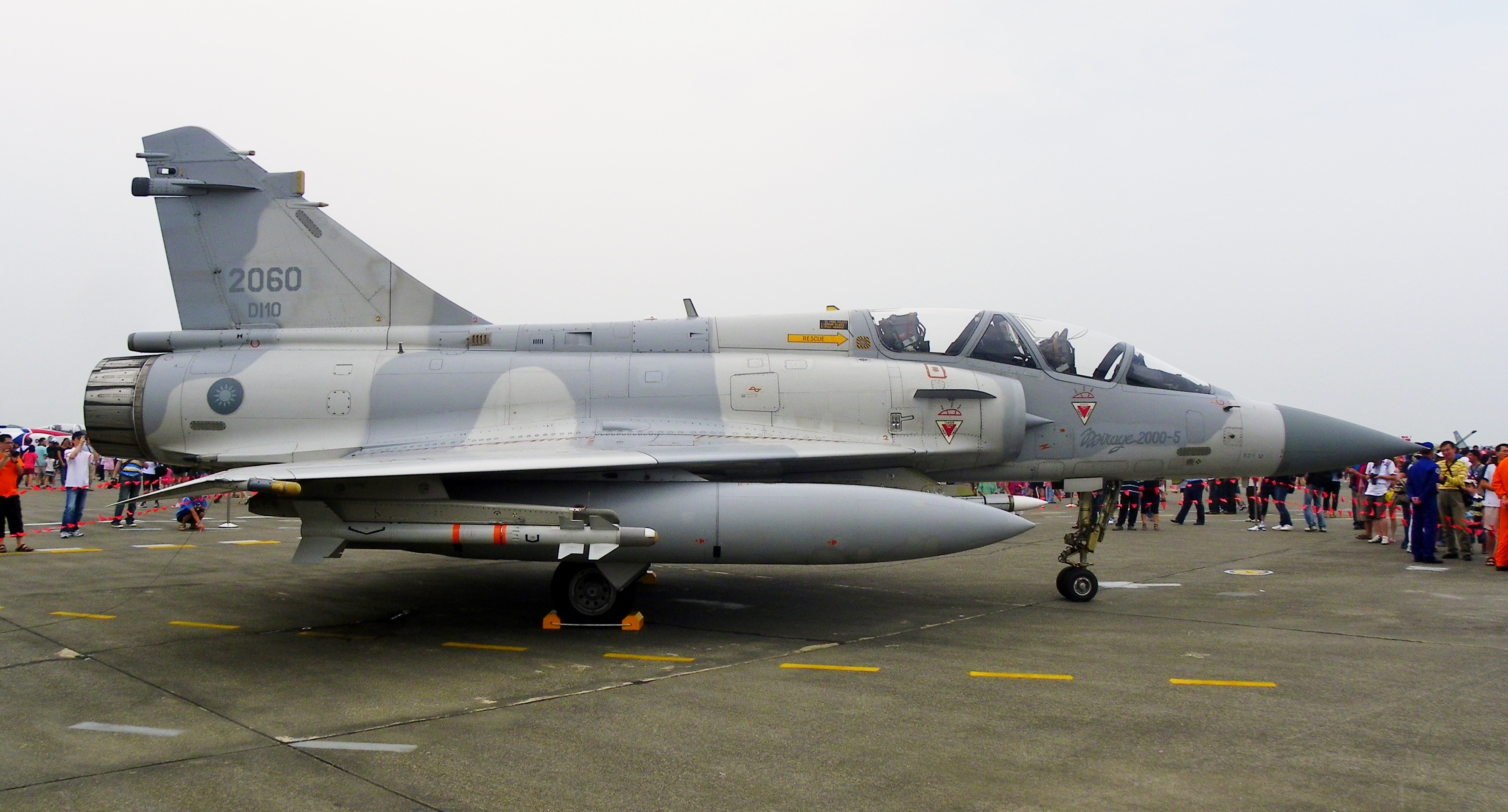
Samolot w barwach sił powietrznych Tajwanu

- Siły Powietrzne Republiki Chińskiej – 17 listopada 1992 roku Tajwan podpisał kontrakt, w ramach którego zakupił 60 samolotów Mirage 2000-5, stając się tym samym pierwszym zagranicznym użytkownikiem tej wersji. Zakupiono 48 maszyn jednomiejscowych w wersji Ei i tuzin dwumiejscowych w wersji Di. Kontrakt był efektem programu pozyskania nowych samolotów myśliwskich „Flying Dragon”. W ramach kontraktu, Chińczycy pozyskali również pociski MBDA MICA, Magic 2 oraz zasobniki strzeleckie, każdy z dwoma działkami DEFA 554, przeznaczone dla samolotów dwumiejscowych. Zakup obejmował również dostawę części zamiennych. Pierwsze pięć maszyn dotarło na wyspę drogą morską 6 maja 1997 roku. Rozłożone na części samoloty przewieziono do bazy w Hualian, gdzie je zmontowano i sprawdzono. Stamtąd, lotem, maszyny samodzielnie dotarły do bazy w Xinzhu. Wszystkie zamówione maszyny dotarły na Tajwan drogą morską. Ostatnie z nich dostarczono 26 listopada 1998 roku. Tajwańskie maszyny trafiły do 499th Tactical Fighter Wing. W ramach skrzydła, 1 grudnia 1997 utworzono 41st Tactical Fighter Squadron będącą pierwszą eskadrą wyposażoną w Mirage 2000. Wraz z przyjmowaniem kolejnych maszyn, tworzono kolejne jednostki. 26 listopada 1998 roku sformowano 42nd Tactical Fighter Squadron a 10 maja 2001 roku 48th Tactical Fighter Squadron. W tym samym dniu, 10 maja 2001 roku, 499th Tactical Fighter Wing uzyskało wstępną gotowość operacyjną. W ramach dalszych reorganizacji, 1 listopada 2004 roku, 41st Tactical Fighter Squadron i 42nd Tactical Fighter Squadron przekształcono w 41st Tactical Fighter Group i 42nd Tactical Fighter Group. Z kolei 48th Tactical Fighter Squadron został przekształcony w 48th Tactical Fighter Training Group. 499th Tactical Fighter Wing została przemianowana na 2nd Tactical Fighter Wing. Od 2012 roku Tajwan poszukiwał możliwości modernizacji swojej floty Mirage, na przeszkodzie w realizacji tych celów stanęły problemy finansowe. Pomimo braku modernizacji, Tajwan nie zamierza pozbywać się swoich Mirage 2000, podejmując w 2017 roku decyzje pozostawieniu ich w służbie aż do czasu wyczerpania się resursów. W trakcie swojej służby, Chińczycy utracili pięć maszyn[3].

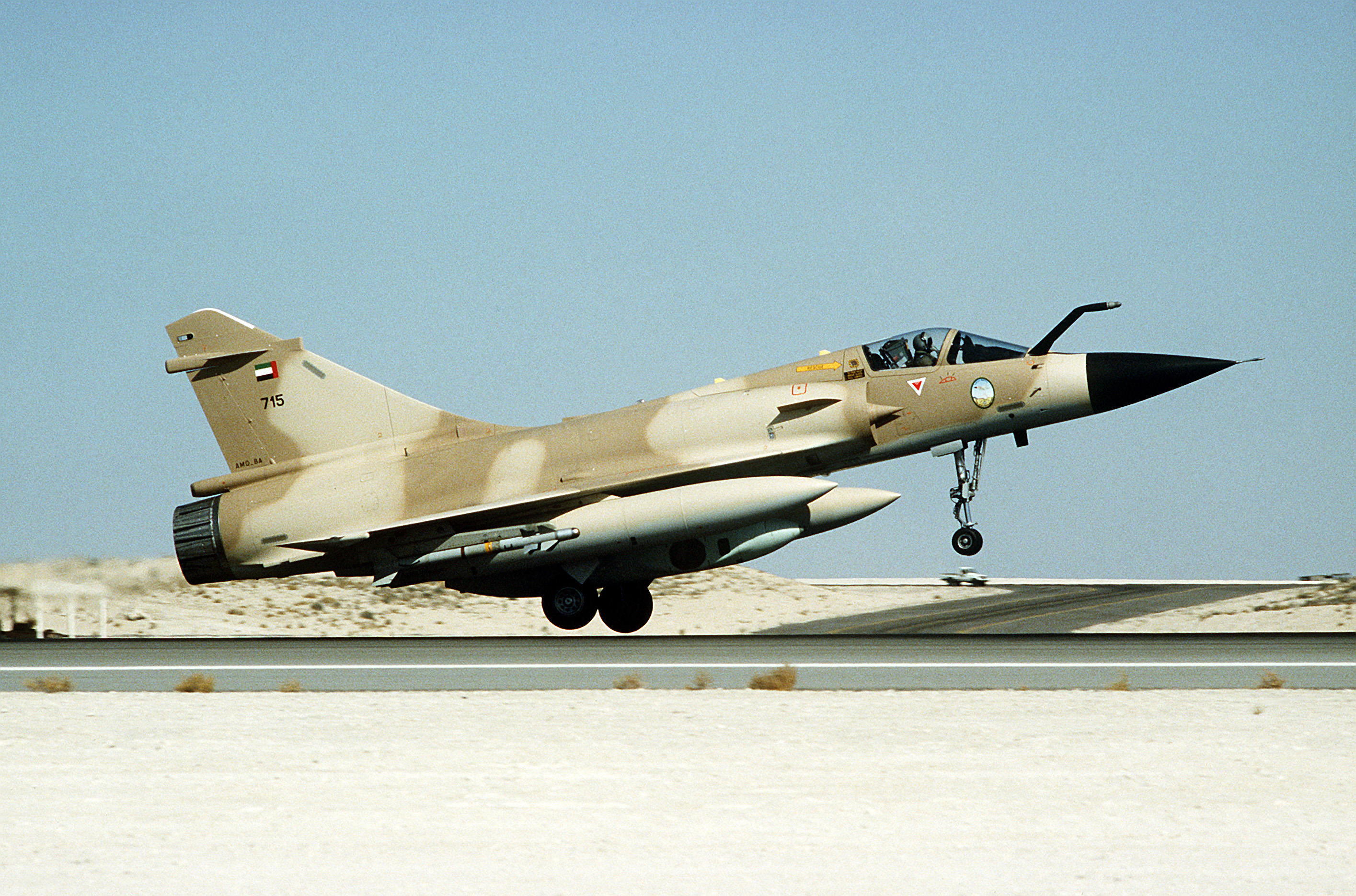
Samolot w barwach sił powietrznych Zjednoczonych Emiratów Arabskich

- Siły Powietrzne Zjednoczonych Emiratów Arabskich – 16 maja 1983 roku, emirat Abu Zabi podpisał umowę zakupu osiemnastu samolotów Mirage 2000 z opcją na kolejne 18. Opcja została zrealizowana w 1985 roku. W ramach swoich wymagań względem nowych maszyn, Emirat zażądał przystosowanie ich do przenoszenia uzbrojenia amerykańskiej produkcji. Dassault wywiązał się z zadania, ale dostawy pierwszych samolotów rozpoczęły się dopiero 7 listopada 1989 roku. Ostatnią maszynę z pierwotnego kontraktu i opcji dostarczono w listopadzie 1990 roku. Zamiast 36 samolotów, do Emiratów dostarczono 35. Jedna z zakupionych maszyn, dwumiejscowa wersja treningowa Mirage 2000DAD uległ katastrofie w styczniu 1990 roku we Francji, w trakcie lotu do Emiratów. Brakujący samolot nie został zastąpiony. Wśród dostarczonych maszyn znalazło się 22 samolotów w wersji myśliwskiej Mirage 2000EAD, osiem rozpoznawczych Mirage 2000RAD oraz pięć, dwumiejscowych szkolno-treningowych Mirage 2000DAD. Samoloty przeznaczone dla Emiratów w nomenklaturze producenta oznaczane były jako Mirage 2000-8. Mirage trafiły na wyposażenie 1st Shaheen Squadron i 2nd Shaheen Squadron z bazy Al Dhafra. Maszyn wzięły udział w operacji „Pustynna burza” w 1991 roku. Pod koniec 1996 roku, podjęto decyzję o zakupie kolejnych samolotów Mirage 2000. Wstępne plany zakładały pozyskanie 30 maszyn w wersji 2000-9. Samoloty miały być zdolne do przenoszenia francuskich pocisków rakietowych MBDA MICA i zasobników celowniczych Shehab[6]. Specyficzne wymagania Emiratów, zakładały również instalacje radaru RDY-2 z rozbudowanym trybem pracy powietrze-ziemia, system walki elektronicznej IMEWS – Integrated Modular Electronic Warfare System i układ nawigacyjny Totem 3000. Do nowego standardu prezentowanego przez Mirage 2000-9, miały zostać zmodernizowane będące w służbie trzydzieści trzy Mirage 2000-8. 18 listopada 1998 roku, zawarto kontrakt, w ramach którego Emiraty zakupiły 32 samoloty Mirage 2000-9 a Dassault zobowiązał się zmodernizować do nowego standardu 30 będących w posiadaniu Emiratów Mirage 2000-8. Kontrakt obejmował 20 jednomiejscowych samolotów w wersji Mirage 2000EAD/RAD oraz tuzin dwumiejscowych Mirage 2000DAD. Miały być to fabryczne nowe samoloty. Uroczystość przekazania pierwszych dziewięciu z zamówionych samolotów odbyła się 14 kwietnia 2003 roku w Bordeaux. Kilka dni później, 26 kwietnia, samoloty o własnych siłach lotem dotarły do Emiratów. Ostatnia z zamówionych maszyn dotarła na miejsce w 2004 roku. Proces modernizacji Mirage 2000-8 do standardu Mirage 2000-9 zakończony został w 2007 roku[3]. W listopadzie 1998 roku Zjednoczone Emiraty Arabskie zamówiły dla swoich Mirage 2000-9 pociski Storm Shadow, które otrzymał lokalną nazwę własną Black Shaheen. Wersja dla tego państwa ma zmniejszony do 300 km zasięg, dzięki czemu nie podlega kontroli w ramach układu o nierozprzestrzenianiu broni dalekiego zasięgu – Missile Technology Control Regime (MTCR)[7]. W 2020 roku Emiraty posiadały 56 samolotów Mirage 2000. Służą one w trzech eskadrach: 71st Fighter Squadron, 76th Fighter Squadron i 86th Fighter Squadron. Eskadry zgrupowane są w skrzydle myśliwskim Zachodniego Dowództwa Lotnictwa. Emiraty planują utrzymać swoją flotę francuskich samolotów co najmniej do lat 30. obecnego wieku. W listopadzie 2019 roku w trakcie trwania Dubai Airshow podpisano kontrakt z Dassault, którego celem jest modernizacja posiadanych samolotów Mirage 2000[3].
- Siły Powietrzne Ukrainy - 6 stycznia 2025, Minister obrony Francji Sébastien Lecornu poinformował, że nieokreślona liczba samolotów Mirage 2000-5 została przekazana Ukrainie, co później potwierdził minister obrony Ukrainy Rustem Umierow[8].

## Służba

### Francja
Samoloty tego typu uczestniczyły w działaniach w Bośni w składzie sił lotnictwa NATO dokonujących nalotów na pozycje wojsk serbskich, gdzie jeden z samolotów Mirage 2000D został zestrzelony przy użyciu przeciwlotniczej rakiety samonaprowadzającej Igła, co zostało sfilmowane i pokazane w telewizji jugosłowiańskiej. Obu pilotów złapano.
Samoloty stacjonowały na terenie Arabii Saudyjskiej od 1991 w ramach strefy zakazu lotów nad Irakiem, jedna maszyna rozbiła się w 2001. Samoloty rotacyjnie od 2001 wspierały misję ISAF. W 2011 Mirage 2000D rozbił się 100 km na zachód od Farah, załoga katapultowała się. Mirage 2000-5 i D wykorzystywano intensywnie w 2011 roku nad Libią w ramach Opération Harmattan. Pod koniec swojej trzeciej dyslokacji w ramach Baltic Air Policing w 2011 roku litewski L-39 Albatros rozbił się po zderzeniu z Mirage 2000C, który zdołał jednak wrócić do bazy. W trakcie ćwiczeń w 2012 roku w Arabii Saudyjskiej Mirage 2000D zderzył się w locie z saudyjskim F-15C, obie maszyny utracono bez strat w ludziach.
Myśliwce tego typu (różnych wersji) służą również w Afryce w ramach Operacji Barkhane i wykonują naloty na terrorystów z bazy w Niamey, w której stacjonują.
9 marca 2024 roku, dwa francuskie Mirage 2000-5F biorące udział w operacji "Prosperity Guardian", zestrzeliły nad Morzem Czerwonym dwa uderzeniowe samoloty bezzałogowe wystrzelone z terytorium kontrolowanego przez Huti. Było to pierwsze bojowe zestrzelenie celu powietrznego przez francuskie samoloty od zakończenia II wojny światowej. Francuskie maszyny oryginalnie należące do Escadron de Chasse 1/2 Cigognes, podczas akcji podlegały Escadron de Chasse 3/11 Corsica z bazy w Dżibuti. 9 marca w godzinach porannych, milicja Huti wystrzeliła cztery aparaty Shahed 136, ich celem był statek handlowy płynący po morzu czerwonym. Dwa z nich zostały zestrzelone przez fregatę rakietową typ Aquitaine FS Alsace. Pozostałą dwójkę zestrzeliły Mirage.

### Grecja

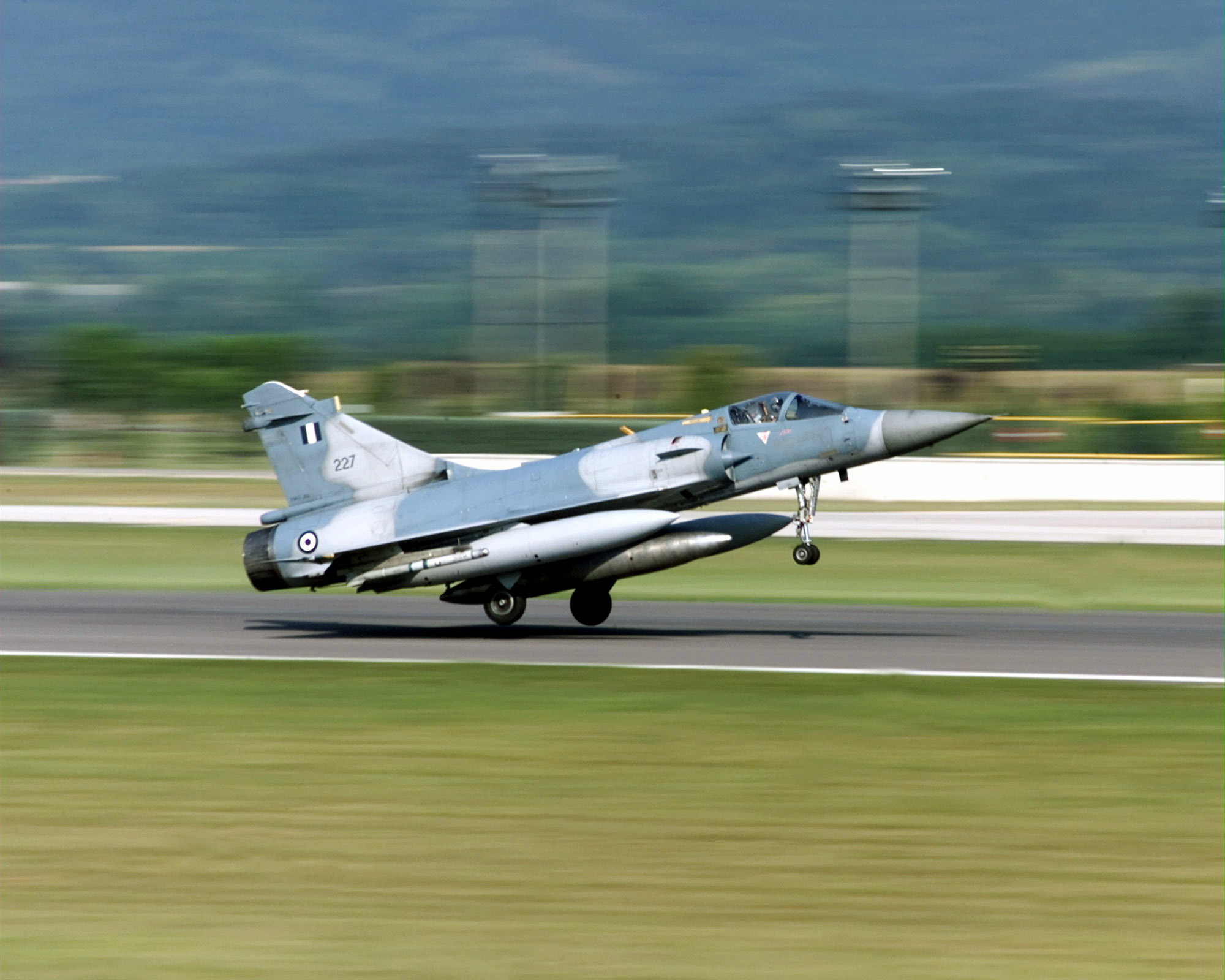
Samolot w barwach sił powietrznych Grecji

8 października 1996 grecki Mirage 2000EG zestrzelił, używając R550 Magic II turecki F-16D wykonujący lot szkoleniowy nad Morzem Egejskim. Jego pilot zginął, drugi pilot został wyłowiony przez Greków.
30 września 1997 roku do morza koło wyspy Skyros wpadł Mirage 2000EG, jego pilot utracił przytomność po uderzeniu w osłonę kabiny i utonął. Samolot po trzech dniach wydobyto, a po naprawie we Francji wrócił do służby w 2003 roku. 9 czerwca 2011 roku do morza koło wyspy Samos wpadł grecki dwumiejscowy Mirage 2000BGM (załoga katapultowała się po awarii silnika, samolot wyłowiono, ale musiał być zezłomowany), a 29 maja 2017 roku w pobliżu Sporad utracono w podobny sposób Mirage 2000EG (pilot również się katapultował).

### Indie
Mirage 2000 IAF wykorzystano bojowo nad Kaszmirem w nalotach na pakistańskie cele w trakcie zatargu w 1999 roku, w 240 misjach uderzeniowych zrzuciły 55 000 kg bomb. W lutym 2019 roku formacja dwunastu Mirage 2000 z bazy w Gwalijarze przeprowadziła nalot na cele w Pakistanie w odwecie za zamach terrorystyczny w mieście Pulwama.

### Katar
Do 2003 roku katarskie Mirage były eksploatowane w bardzo ograniczonym stopniu, na tyle, iż rozważano sprzedaż samolotów do Indii lub Pakistanu. W kolejnej dekadzie sytuacja uległa całkowitej zmianie. W marcu 2011 roku, sześć Mirage 2000 dotarło na Kretę do Souda Air Base, skąd wspierały natowską operację Unified Protector w działaniach prowadzonych nad Libią. W 2014 roku samoloty rozpoczęły udział w operacji „Inherent Resolve”, której celem było zniszczenie pozycji ISIS, dopuszczających się masakr na ludności cywilnej, podczas prowadzenia działań militarnych na terytorium Iraku i Syrii. Od marca 2015 roku, katarskie Mirage zaangażowane zostały w operację „Decisive Storm”. Prowadzoną pod przewodnictwem Arabii Saudyjskiej operację wymierzoną przeciwko ruchowi Huti w Jemenie i przywrócenie pełnej władzy nad krajem, obalonemu prezydentowi Abd Rabbuh Mansur Hadi.

### Peru
Peruwiańskie Mirage wykorzystywane są bojowo do ataków na wykryte stanowiska ugrupowań terrorystycznych i przemytników narkotyków. W 1995 roku samolotu wzięły udział w konflikcie granicznym z Ekwadorem. Maszyny patrolowały strefę przygraniczną, ale na mocy zakazu wydanego przez prezydenta Peru Alberto Fujimori, nie mogły przekraczać granicy z Ekwadorem. Konsekwencją prezydenckiego rozkazu, była sytuacja z 10 lutego 1995 roku. Tego dnia, 5 peruwiańskich maszyn zaatakowało ekwadorskie pozycje. Na pomoc ruszyły należące do Ekwadorskich Sił Powietrznych dwa Dassault Mirage F1 oraz dwa IAI Kfir. Dwa peruwiańskie Su-22 zostały zestrzelone przez Mirage, a trzecia maszyna – A-37 Dragonfly przez samolot Kfir. W pościg za ekwadorskimi samolotami ruszyły peruwiańskie Mirgae 2000, jednak musiały przerwać akcję, gdy ekwadorskie samolotu znalazły się nad własnym terytorium. W trakcie działań, peruwiańskie Mirage wykonały 80 lotów i łącznie spędziły w powietrzu 110 godzin.

### Zjednoczone Emiraty Arabskie
Pierwszym bojowym sprawdzianem należących do Sił Powietrznych Zjednoczonych Emiratów Arabskich Mirage 2000 była operacja „Pustynna burza” w 1991 roku. Samoloty wspierały wojska koalicji anty irackiej w trakcie walk o wyzwolenie Kuwejtu. W 2011 roku, sześć Mirage 2000-9 przebazowano do znajdującej się na Sardynii, włoskiej Decimomannu Air Base, w celu wsparcia operacji Unified Protector w działaniach prowadzonych nad Libią. Od 2015 roku, maszyny brały udział w operacjęi „Decisive Storm”. Prowadzoną pod przewodnictwem Arabii Saudyjskiej operację wymierzoną przeciwko ruchowi Huti w Jemenie. Podczas działań w Jemenie, 14 marca 2016 roku utracono dwumiejscowego Mirage 2000 wraz z załogą. Emirackie samoloty operują z bazy położonej w Erytrei. Zjednoczone Emiraty wspierają Libijską Armię Narodową w trakcie wojny domowej w Libii. Mirage brały czynny udział w walkach wspierając oddziały generała Chalifa Haftara. Prawdopodobnie to właśnie emirackie Mirage 2000, 2 lipca 2019 roku zbombardowały budynki dawnego aresztu niedaleko Trypolisu, przekształconego w ośrodek dla uchodźców. W wyniku bombardowania śmierć poniosło co najmniej 50 osób, a 130 zostało rannych.

## Konstrukcja
Samolot Mirage 2000 to jednomiejscowy (lub dwumiejscowy) samolot myśliwski i myśliwsko-szturmowy. Dolnopłat w układzie delta o konstrukcji całkowicie metalowej. Napęd: jeden silnik odrzutowy umieszczony w kadłubie.